# Reggenza di Bengkalis
La reggenza di Bengkalis (in lingua indonesiana: Kabupaten Bengkalis) è una reggenza dell'Indonesia, situata nella provincia di Riau.